# 프랑크푸르트 아우슈비츠 재판

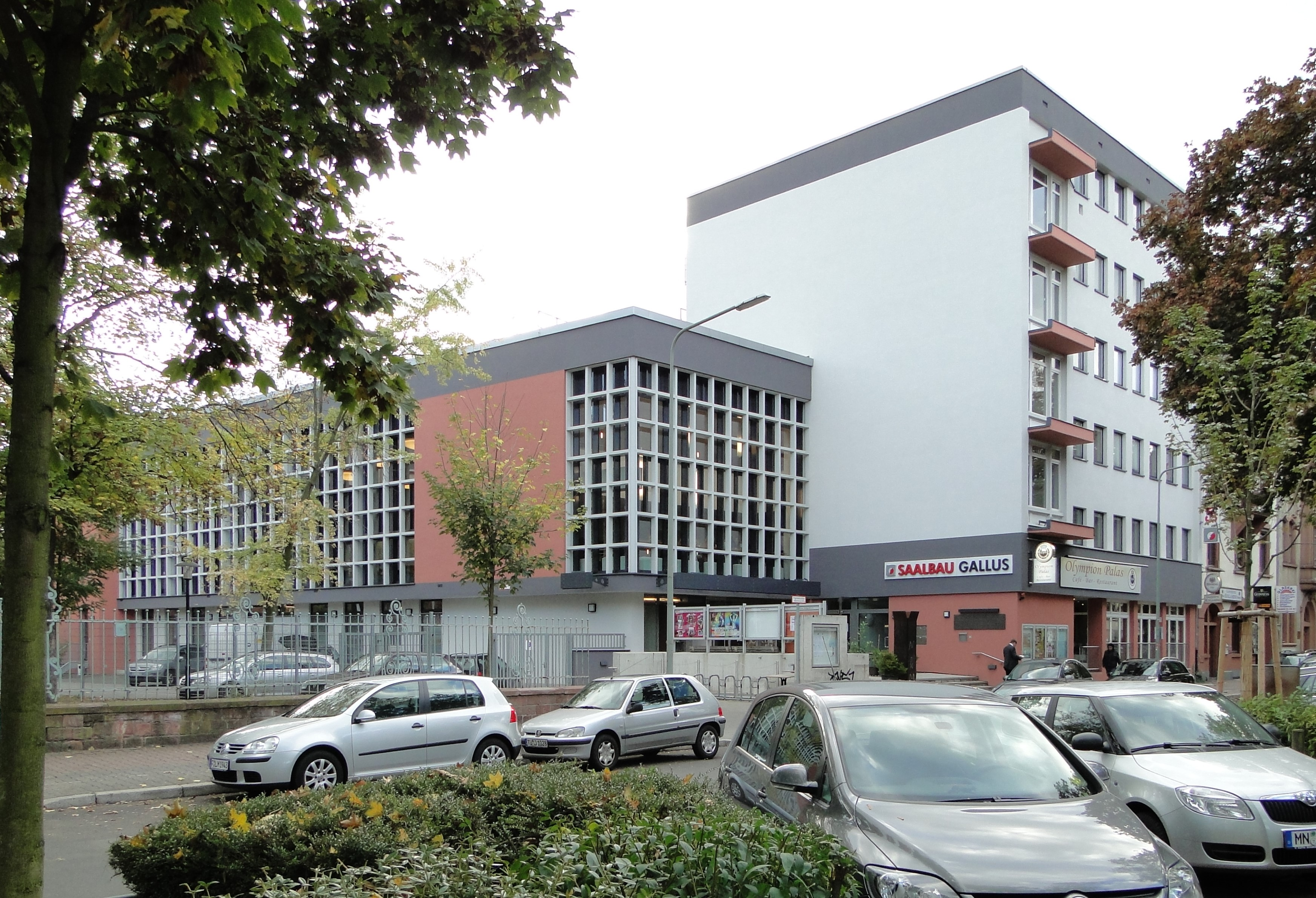
프랑크푸르트 암 메인 갈루스의 프랑케날레에 있는 뷔르거하우스. 1963-65년 프랑크푸르트 아우슈비츠 1차 재판을 위한 법원, 2009년 사진

프랑크푸르트 아우슈비츠 재판은 1963년 12월 20일부터 1965년 8월 19일까지 진행된 일련의 재판이다.
전체적으로 아우슈비츠와 그 하위 수용소에서 복무했던 약 8,200명의 생존 SS 요원 중 789명만이 재판을 받았고, 이 중 750명이 형을 받았다.  거의 20년 전 폴란드에서 열린 첫 재판과 달리, 프랑크푸르트에서 열린 재판은 국제법이 인정하는 반인도적 범죄의 법적 정의에 기초하지 않았고, 연방 공화국의 주법에 기초했다.